# هيورتر هيرمانسون
هيورتر هيرمانسون (بالآيسلندية: Hjörtur Hermannsson)‏ (و. 1995  م) هو لاعب كرة قدم، من آيسلندا، ولد في ريكيافيك، شارك في بطولة أمم أوروبا لكرة القدم 2016، يلعب كمُدَافِع.

## وصلات خارجية
- هيورتر هيرمانسون على موقع الاتحاد الدولي (مؤرشف)  (الإنجليزية)
- هيورتر هيرمانسون على موقع الاتحاد الأوربي (الإنجليزية)
- هيورتر هيرمانسون على موقع قاعدة بيانات كرة القدم.إي يو (الإنجليزية)
- هيورتر هيرمانسون على موقع ناشيونال فوتبول تيمز (الإنجليزية)
- هيورتر هيرمانسون على موقع Soccerway.com (الإنجليزية)
- هيورتر هيرمانسون على موقع عالم كرة القدم.نت (الإنجليزية)
- هيورتر هيرمانسون على موقع كووورة
- هيورتر هيرمانسون على موقع AS.com (الإسبانية)

- اللاعب هيورتر هيرمانسون على موقع كووورة.
- Profile with the اتحاد آيسلندا لكرة القدم.